# Cynopoecilus
Cynopoecilus ist eine Gattung der Saisonfische aus der Familie Rivulidae und gehört zur Gruppe der Eierlegenden Zahnkarpfen. Die Arten dieser Gattung erreichen je nach Art eine Standardlänge von 3,5 bis 4,5 cm. Sie sind in einem ausgedehnten Gebiet im Süden Brasiliens und im Nordosten Uruguays beheimatet, wobei die meisten Arten in offenem Grasland, manchmal aber auch in Tümpeln am Rande von Küstenwäldern vorkommen. Eine Ausnahme bildet die Art Cynopoecilus notabilis, die in flachen Tümpeln in einem dichten, saisonalen Laubwald lebt.

## Merkmale
Cynopoecilus-Arten besitzen wie die nah verwandten Arten der Gattung Campellolebias ein Gonopodium zur Begattung der Weibchen. Damit unterscheiden sich diese beiden Gattungen von allen anderen Arten der Familie Rivulidae. Cynopoecilus unterscheiden sich von Campellolebias unter anderem durch einen breiten dunklen Mittelstreifen auf dem Körper. Cynopoecilus weisen im Unterschied zu Campellolebias keine abgestumpfte Schwanzflosse der Männchen und keine kleinen schwarzen Flecken auf dem hinteren Schwanzstiel der Weibchen auf.

## Arten
Die Gattung Cynopoecilus umfasst folgende sechs Arten:
- Cynopoecilus feltrini Costa, Amorim & Mattos, 2016
- Cynopoecilus fulgens Costa, 2002
- Cynopoecilus intimus Costa, 2002
- Cynopoecilus melanotaenia (Regan, 1912)
- Cynopoecilus nigrovittatus Costa, 2002
- Cynopoecilus notabilis Ferrer, Wingert & Malabarba, 2014